# Svenstorpstenen 1
Svenstorpstenen 1, med signum DR 272, är en runsten som lär sitta inmurad i tornet till Svenstorps kyrka i Svenstorps socken och Vemmenhögs härad, Skåne. Fornforskaren Nils G. Bruzelius uppgav att man vid rivningen av Sventorps gamla kyrka påträffade två runstenar varav den ena Svenstorpstenen 1 murades in i tornmuren och rappades över, medan den andra Svenstorpstenen 2, sprängdes sönder för att återanvändas som byggnadsmaterial. Således sitter Svenstorpstenen 1 fortfarande kvar där nånstans i kyrkans tornvägg. Den från runor translittererade och översatta inskriften lyder enligt nedan:

## Inskriften
En translitterering av inskriften lyder: 
uekaltr bisti : stan : iasi : aft : stikit : brlir
Normaliserad: 
uekaltr reisti stein þenna ept stikit brlir ...
Nusvenska:
ukalter (?) reste denna sten efter Stikit (?) ...